# Sint Annastraat 13
Het pand aan de Sint Annastraat 13 is een 16e-eeuws pand in de Nederlandse stad Alkmaar. Sinds 10 december 1969 is het geregistreerd als rijksmonument. Sinds de bouw heeft het pand verschillende functies vervuld en daarbij ook verschillende uiterlijkheden gekend.

## Gevel
De gevel is op de bollen na in vrijwel originele staat, tijdens restauraties is de gevel vrijwel geheel aan de smaak van de tijd aangepast. Tot 1930 leek het pand meer op het pand aan de Kanisstraat 1, een van de oudste woningen van Alkmaar. Tijdens de restauratie in 1930 werd de luifel verwijderd en zijn de glas-in-loodramen vervangen door schuiframen. In 1962 zijn de bollen op de trapgevel geplaatst. De krullen en de trapgevel zijn verder wel origineel.